# Герб лену Вестра-Йоталанд
Герб лену Вестра-Йоталанд (швед. Västra Götalands läns vapen) — символ сучасного адміністративно-територіального утворення лену Вестра-Йоталанд.

## Історія
Лен Вестра-Йоталанд утворено 1998 року після об'єднання ленів Гетеборг і Богус, Скараборг та Ельвсборг. Герб нового лену затверджено 1998 року.

## Опис (блазон)
Щит розтятий і перетятий; у 1-у синьому з трьома срібними хвилястими перев'язами полі зліва золотий лев уліво з роздвоєним хвостом, червоним озброєнням, у закритій короні тримає в відведеній назад правиці золотого меча, а в лівиці — синій щиток із трьома золотими коронами (2:1); у 2-у срібному — червона фортеця з бланкованою вежею та двома закритими золотими брамами, ліворуч на неї спинається синій лев із золотим озброєнням, а праворуч — синій меч у стовп вістрям вгору; у 3-у срібному — червоний бик із золотими рогами, язиком і копитами; у 4-у скошеному зліва на чорне та золоте — лев в обернених кольорах із червоним озброєнням, у чорному полі вгорі ліворуч і внизу праворуч — по срібній шестипроменевій зірці.

## Зміст
У гербі лену Вестра-Йоталанд поєднано символи міста Ґетеборґ і ландскапів Богуслен, Дальсланд і Вестерйотланд.
Герб лену може використовуватися органами влади увінчаний королівською короною.

## Галерея

Герб Гетеборга
Герб Богуслену
Герб Дальсланду
Герб Вестерйотланду

Герб лену Гетеборг і Богус (до 1998)
Герб лену Скараборг (до 1998)
Герб лену Ельвсборг (до 1998)